# Droga wojewódzka nr 473
Droga wojewódzka nr 473 (DW473) – droga wojewódzka o długości ok. 117 km łącząca Piotrków Trybunalski z Kołem. Na odcinku 4 km ma wspólny przebieg z drogą krajową nr 72. Droga na odcinku od Łasku do Piotrkowa Trybunalskiego to stary przebieg drogi krajowej nr 12. Odcinek ten stracił swą kategorię po otwarciu drogi ekspresowej nr 8 wytyczonej przez Łask, gdyż droga krajowa nr 12 ma z nią teraz w tym miejscu wspólny przebieg. Dzięki temu stary odcinek drogi krajowej nr 8 przez Bełchatów zachował swą kategorię i jest teraz drogą krajową nr 74.

## Historia numeracji
Na przestrzeni lat trasa posiadała różne oznaczenia i klasyfikacje:

| Numer | Klasyfikacja                                                             | Przebieg                               | Lata obowiązywania | Źródło | Uwagi |
| ----- | ------------------------------------------------------------------------ | -------------------------------------- | ------------------ | --- | --- |
| ?     | droga drugorzędna                                                        | Koło – Dąbie – Uniejów – Szadek – Łask | 1952 – lata 70.    | - Mapa samochodowa Polski 1:1 000 , Warszawa: Państwowe Przedsiębiorstwo Wydawnictw Kartograficznych, 1962. Brak numerów stron w książce - Atlas samochodowy Polski 1:500 000, wyd. IV, Warszawa: Państwowe Przedsiębiorstwo Wydawnictw Kartograficznych, 1965. Brak numerów stron w książce | 1. nieznana numeracja 2. klasyfikacja na podstawie materiałów źródłowych |
| 29    | droga państwowa                                                          | Łask – Wadlew – Piotrków Trybunalski   | 1952 – lata 70.    | - Mapa samochodowa Polski 1:1 000 , Warszawa: Państwowe Przedsiębiorstwo Wydawnictw Kartograficznych, 1962. Brak numerów stron w książce - Atlas samochodowy Polski 1:500 000. Wyd. IV. Warszawa: Państwowe Przedsiębiorstwo Wydawnictw Kartograficznych, 1965. Brak numerów stron w książce | w atlasie z 1965 roku oznaczana jako droga drugorzędna |
| ?     | droga drugorzędna                                                        | Koło – Dąbie – Uniejów – Szadek – Łask | lata 70. – 1986    | - Mapa samochodowa Polski 1:1 000 , wyd. 11, Warszawa: Państwowe Przedsiębiorstwo Wydawnictw Kartograficznych, 1972. Brak numerów stron w książce - Samochodowy atlas Polski 1:500 000. Wyd. V. Warszawa: Państwowe Przedsiębiorstwo Wydawnictw Kartograficznych, 1979. ISBN 83-7000-017-7. Brak numerów stron w książce - Mapa samochodowa Polski 1:1 500 000, Załącznik do informatora samochodowo-motocyklowego – rocznik XXVIII, Warszawa: Państwowe Przedsiębiorstwo Wydawnictw Kartograficznych, 1983. Brak numerów stron w książce | 1. nieznana numeracja 2. klasyfikacja na podstawie materiałów źródłowych |
| T12   | droga państwowa / droga międzynarodowa                                   | Łask – Wadlew – Piotrków Trybunalski   | lata 70. – 1986    | - Mapa samochodowa Polski 1:1 000 , wyd. 11, Warszawa: Państwowe Przedsiębiorstwo Wydawnictw Kartograficznych, 1972. Brak numerów stron w książce - Samochodowy atlas Polski 1:500 000. Wyd. V. Warszawa: Państwowe Przedsiębiorstwo Wydawnictw Kartograficznych, 1979. ISBN 83-7000-017-7. Brak numerów stron w książce - Mapa samochodowa Polski 1:1 500 000, Załącznik do informatora samochodowo-motocyklowego – rocznik XXVIII, Warszawa: Państwowe Przedsiębiorstwo Wydawnictw Kartograficznych, 1983. Brak numerów stron w książce | |
| 473   | - droga krajowa: 14 II 1986 – 31 XII 1998 - droga wojewódzka od 1 I 1999 | Koło – Dąbie – Uniejów – Szadek – Łask | 1986 – 2000        | - Uchwała nr 192 Rady Ministrów z dnia 2 grudnia 1985 r. w sprawie zaliczenia dróg do kategorii dróg krajowych (M.P. z 1986 r. nr 3, poz. 16) - Polska: atlas samochodowy 1:300 000, wyd. pierwsze, Warszawa: Polskie Przedsiębiorstwo Wydawnictw Kartograficznych, 1992, ISBN 83-7000-080-0. Brak numerów stron w książce - Mapa samochodowa Polski 1:700 000, wyd. 1, Szczecin: Wydawnictwo Kartograficzne KOMPAS, 1996–1997, ISBN 83-904373-2-5. Brak numerów stron w książce - Mapa samochodowa Polski 1:700 000, wyd. II zmienione i poprawione, Szczecin: Wydawnictwo Kartograficzne KOMPAS, 1997–1998, ISBN 83-904373-3-3. Brak numerów stron w książce | 1 stycznia 1999 przeklasyfikowana na drogę wojewódzką na odcinkach • Koło – Dąbie – Uniejów • Balin – Szadek – Łask                                                                        |
| 44    | droga krajowa                                                            | Łask – Wadlew – Piotrków Trybunalski   | 1986 – 2000        | - Uchwała nr 192 Rady Ministrów z dnia 2 grudnia 1985 r. w sprawie zaliczenia dróg do kategorii dróg krajowych (M.P. z 1986 r. nr 3, poz. 16) - Polska: atlas samochodowy 1:300 000, wyd. pierwsze, Warszawa: Polskie Przedsiębiorstwo Wydawnictw Kartograficznych, 1992, ISBN 83-7000-080-0. Brak numerów stron w książce - Mapa samochodowa Polski 1:700 000, wyd. 1, Szczecin: Wydawnictwo Kartograficzne KOMPAS, 1996–1997, ISBN 83-904373-2-5. Brak numerów stron w książce - Mapa samochodowa Polski 1:700 000, wyd. II zmienione i poprawione, Szczecin: Wydawnictwo Kartograficzne KOMPAS, 1997–1998, ISBN 83-904373-3-3. Brak numerów stron w książce | |
| 12    | droga krajowa                                                            | Łask – Piotrków Trybunalski            | 2000 – 2015        | - Zarządzenie nr 6 Generalnego Dyrektora Dróg Publicznych z dnia 9 maja 2000 r. w sprawie nowych numerów dróg krajowych [online], Rzeczpospolita, 4 lipca 2000. | w 2015 roku zmieniono przebieg drogi nr 12, prowadząc ją wspólnym śladem z: • drogą ekspresową S8 na odcinku Sieradz – Rzgów • drogą krajową nr 91 na odcinku Rzgów – Piotrków Trybunalski |

## Dopuszczalny nacisk na oś
Od 13 marca 2021 roku na drodze dozwolony jest ruch pojazdów o nacisku pojedynczej osi napędowej do 11,5 tony, z wyjątkiem miejsc oznaczonych znakiem zakazu B-19.

### Do 13 marca 2021 r.
W latach 2017–2021 droga wojewódzka nr 473 objęta była ograniczeniami dopuszczalnego nacisku pojedynczej osi:
| Znak  | Dopuszczalny nacisk | Lata obowiązywania | Odcinek                                                 |
| ----- | ------------------- | ------------------ | ------------------------------------------------------- |
| DW473 | do 10 ton           | 2017–2021          | węzeł „Dąbie” 2 – Uniejów – Łask – Piotrków Trybunalski |
| DW473 | do 8 ton            | do 2021            | Koło – Chełmno – węzeł „Dąbie” 2                        |

## Miejscowości leżące przy trasie DW473

### województwo wielkopolskie
- Koło
- Chełmno
- Dąbie

### województwo łódzkie
- Rożniatów
- Stanisławów
- Uniejów
- Balin
- Krępa
- Porczyny
- Bratków Dolny
- Zygry
- Szadek
- Bałucz
- Łask
- Wadlew
- Piotrków Trybunalski